# Голоса травы
«Голоса травы» (или «Луговая арфа»)  — лирическая повесть Трумана Капоте, опубликованная в 1951 году. Основными мотивами книги являются страх перед жизнью, нежелание взрослеть, неприкаянность и одиночество.

## Сюжет
Главный герой Коллин Фенвик теряет своих родителей и переезжает к тётям — Долли и Верене. В доме также живёт служанка Кэтрин, которая уживается только с Долли. Долли прославилась благодаря своему лекарству от водянки, для приготовления которого она уходит в лес вместе с Коллином и Кэтрин и как будто бы бессистемно подбирает различные травы и коренья. Они находят в лесу старый домик, расположенный внутри мелии.
Однажды Долли ссорится с Виреной (та хочет поставить производство лекарства на конвейер) и поселяется на дереве вместе с Коллином и Кэтрин. Вирена сообщает шерифу об исчезновении сестры, шериф организует поиски и находит беглецов. Позже ему удаётся арестовать Кэтрин. В ходе романа в домик на дереве приходят и другие люди, например, философствующий судья Кул или тайный кумир Коллина, парень по имени Райли Хендерсон. 
Через несколько дней после ухода Долли между людьми шерифа и обитателями лесного домика происходит стычка, Райли получает пулю в плечо. Это приводит людей в чувство, перестрелка прекращается, а Долли и Коллин возвращаются домой. Однако дни, проведённые на дереве в обществе друг друга, навсегда изменили их.
В последней главе обзорно рассказывается о том, как в дальнейшем сложилась жизнь главных и второстепенных героев повести. Райли отпустил усы, арендовал офис, занялся бизнесом и женился — словом, стал солидным уважаемым человеком. Долли, сильно сдружившаяся с судьёй Кулом, вскоре умерла от ползучей пневмонии. Кэтрин замкнулась в себе и стала избегать даже общества Коллина. Вирена сильно сдала и перестала быть «грозной и непоколебимой женщиной», приводившей в трепет своих арендаторов и должников. На последних страницах книги волей-неволей повзрослевший Коллин покидает город.

## Цитаты
- Раньше я по кусочкам открывал себя другим людям — случайным попутчикам, исчезавшим в людском потоке на сходнях, выходившим на следующей станции из вагона. Может быть, если их всех собрать, и получился бы тот самый единственный человек на свете, только он был бы о 10 лицах и расхаживал сразу по сотне улиц.
- Я где-то читал, что жизнь человека, его прошлое и будущее — это спираль: каждый виток уже заключает в себе следующий и направляет его. Может, и так. Но моя собственная жизнь представляется мне в виде нескольких замкнутых кругов, и они вовсе не переходят друг в друга с той же свободой, что витки спирали. Переход из одного круга в другой для меня всегда — резкий скачок, а не плавное скольжение. И меня расслабляет бездействие перед скачком — ожидание той минуты, когда я буду точно знать, куда прыгнуть.
- С немым удивлением оглядели мы открывающийся с кладбищенской горки вид и рука об руку спустились вниз, на опалённый жарким летом и расцвеченный сентябрём луг. Водопад красок обрушился на высохшие, звенящие листья индейской травы, и мне захотелось, чтобы судья услышал то, о чём говорила мне Долли: арфой звенит трава, она собирает наши истории и, вспоминая, рассказывает их, — луговая арфа, звучащая на разные голоса. Мы стояли и слушали.

## Экранизации
В 1995 году снят фильм «Луговая арфа». Главные роли исполнили Пайпер Лори, Сисси Спейсек и Эдвард Ферлонг.